# Aziatische Winterspelen
De Aziatische Winterspelen is een sportevenement, gebaseerd op de Olympische Winterspelen, als uitbreiding van de Aziatische Spelen. Het sportevenement is begonnen in 1986 en is reeds negen keer gehouden.
De Aziatische Winterspelen worden gedomineerd door deelnemers uit vier landen. Tot en met 2025 won Japan 148 keer goud, China 126 keer, Zuid-Korea 90 keer en Kazachstan 82 keer. Slechts vijf keer kwam een winnaar niet uit een van deze landen: Oezbekistan won reeds twee gouden medailles, de Filipijnen, Noord-Korea en Libanon wonnen elk één keer.
De meest recente editie van de Aziatische Winterspelen vond in 2025 plaats in de Chinese stad Harbin. In 2029 valt die eer te beurt aan Neom, een nog te ontwikkelen stad in Saoedi-Arabië.

## Edities
| Jaar | Editie | Gaststad         | Land          |
| ---- | ------ | ---------------- | ------------- |
| 1986 | I      | Sapporo          | Japan         |
| 1990 | II     | Sapporo          | Japan         |
| 1996 | III    | Harbin           | China         |
| 1999 | IV     | Gangwon-do       | Zuid-Korea    |
| 2003 | V      | Aomori           | Japan         |
| 2007 | VI     | Changchun        | China         |
| 2011 | VII    | Astana en Almaty | Kazachstan    |
| 2017 | VIII   | Sapporo          | Japan         |
| 2025 | IX     | Harbin           | China         |
| 2029 | X      | Neom             | Saoedi-Arabië |

## Sporten
- Alpineskiën op de Aziatische Winterspelen
- Bandy op de Aziatische Winterspelen
- Biatlon op de Aziatische Winterspelen
- Curling op de Aziatische Winterspelen
- Freestyleskiën op de Aziatische Winterspelen
- IJshockey op de Aziatische Winterspelen
- Kunstrijden op de Aziatische Winterspelen
- Langlaufen op de Aziatische Winterspelen
- Schaatsen op de Aziatische Winterspelen
- Schansspringen op de Aziatische Winterspelen
- Shorttrack op de Aziatische Winterspelen
- Ski-alpinisme op de Aziatische Winterspelen
- Snowboarden op de Aziatische Winterspelen

1986 · 
1990 · 
1996 · 
1999 · 
2003 · 
2007 · 
2011 · 
2017 · 
2025 · 
2029